# 大手町站 (愛媛縣)
大手町站（日语：／ Ōtemachi eki */?）是位於日本愛媛縣松山市，同時包含鐵路車站以及路面電車車站，兩者均隸屬於伊予鐵道（伊予鐵），鐵路的車站編號為IY09、路面電車的編號為04。
這處有全日本獨有的路面電車及鐵路平面交匯處，是其中一個非常著名的鐵路迷朝聖地；交匯處也位處松山市中心其中一條繁忙的道路—愛媛縣道19號上，除了觀看電車或列車徐徐通過交匯處外，也會特意觀看設置於馬路兩側，特長而又可摺疊起來的平交道阻隔欄杆，當欄杆降下時，長度可遠及至路面電車路軌，直接阻止電車前進，也是一大特色。也考慮到為減少因列車通過而導致電子欄杆升降過頻而影響交通流量，所以把鐵路車站設定為15分鐘固定班次中的交匯站，讓上、下行列車同時到站及開出，欄杆運作時，停車時間接近2分鐘，比一般的平交道訊號為長，但卻可確保道路能有十多分鐘無間斷的通行，利大於弊。
另外，路面電車的車站名稱，也有不少稱其為「大手町站前站」，不過按伊予電鐵的官方網頁、地圖、駕駛員的報站、以及月台上唯一標示站名、十分簡陋的小型燈箱，均一律採用「大手町」的名稱。兩類車站雖然同名，也由同一公司管理，名義上亦可以互相轉乘，但轉乘時，仍需要繳付第二程的車資。

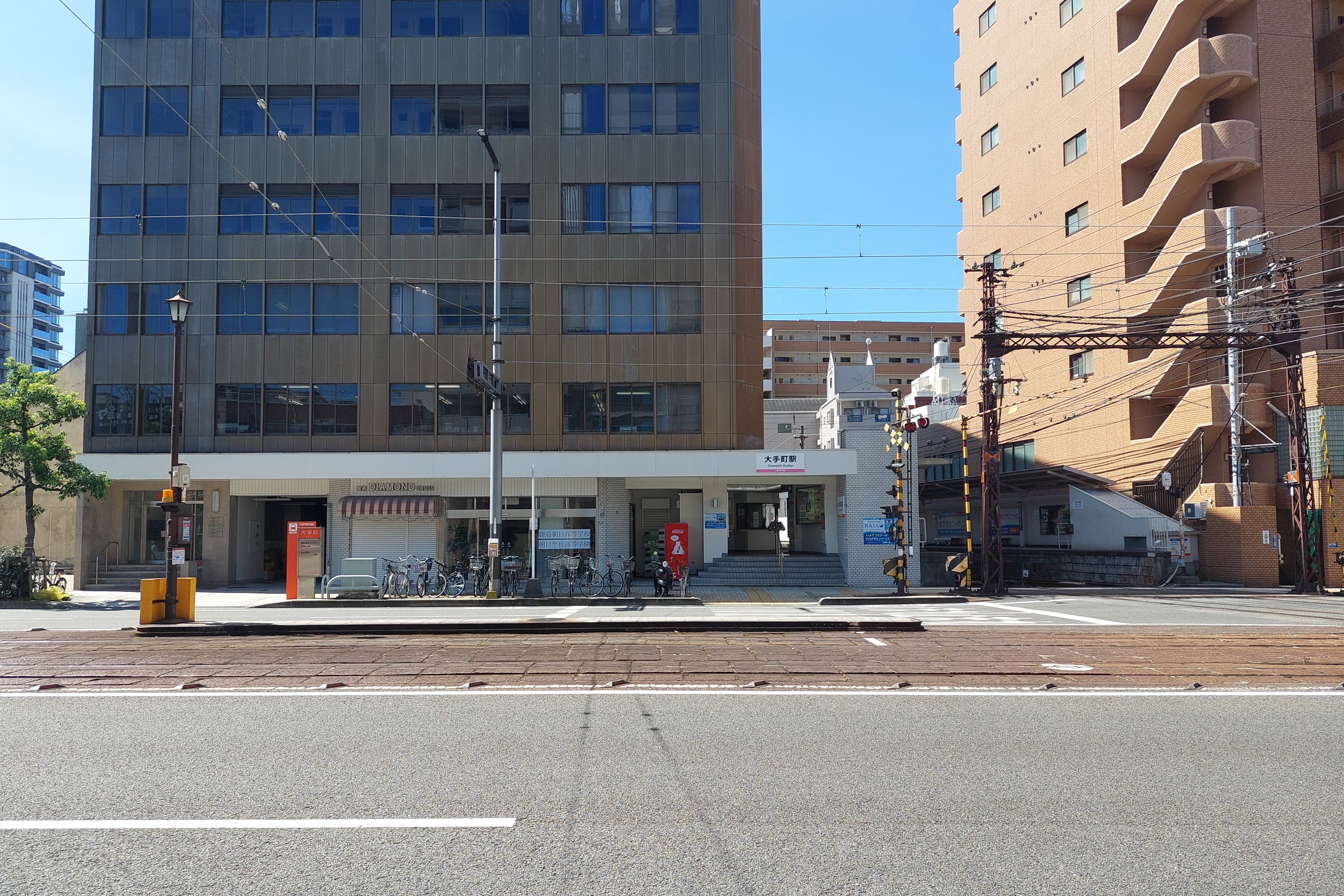
車站入口(2024年7月)

## 停靠路線
- 伊予鐵道
  - 高濱線
  - 大手町線

## 車站配置

### 郊外電車
車站附設於同屬集團的「伊予鐵大手町大廈」內，其中將地下靠向路軌的部份空間向內收入，變成了候車月台，再將原來部份地下的用地，改成站務室、售票大堂、閘口及通往對面月台的隧道上落口。一樓以上的空間則完全不受影響。由於在路段狹窄的環境下，需容納雙軌及一邊的月台的安置（另一邊月台設於一座公寓旁，完全以貼近樓宇的外壁作月台背面），只能在自家的建築物中作出調配。也因為地方所限，是其中一個現時仍未能實現全月台無障礙化的車站之一。
設有側式月台2個，月台之間異常狹窄，因此改以地下隧道連接兩邊月台，特別是上行月台，入閘後右轉至隧道口，再從上行月台末端進入月台範圍。有效長度只有3輛。由於兩邊車站均已借用兩側的建築物作為車站一部份，車站入口又剛好位處愛媛縣道19號的路口上，而且位於上行月台末端的平交道，是前往隔鄰建築物的唯一行車路及入口，基於種種的限制，車站月台長度一直只能維持3輛。然而早上繁忙時間，上、下行列車均有4輛編成出現，這時，向松山市站方向的1節車廂將不會有月台停靠，而這編增結列車，則會採用自動車門安全措施，將不靠近月台的車廂門鎖上，這時下車的乘客則須移步至其他車廂才能下車。

### 路面電車
在電車內的廣播中，日語稱為「大手町站前站」（おおてまちえきまえ）；英語則稱為「Ōtemachi Station」。
同樣設有非對應式側式月台2個，長度剛好夠停靠1輛電車，月台均設於橫越郊外鐵路平面交匯處之前。配置與鄰站西堀端站相同，都是非常單陋，月台上只有1支附有以日語書寫站名和方向小型燈箱的街燈而已，就連圍在月台外圍的安全圍欄也沒有裝上。各邊月台前端設有斑馬線連接至最近一邊的行人路。

### 月台配置
| 月台          | 路線        | 目的地                            |
| ------------- | ----------- | --------------------------------- |
| 郊外電車 月台 |             |                                   |
| 1             | ■高濱線     | 松山市、直通■橫河原線往橫河原方向 |
| 2             | ■高濱線     | 高濱方向                          |
| 市内電車 電停 |             |                                   |
| 1             | ■1號線 環狀 | JR松山站前、古町方向              |
| 1             | ■5號線      | 往JR松山站前                      |
| 2             | ■2號線 環狀 | 往松山市站                        |
| 2             | ■5號線      | 往道後溫泉                        |

## 歷史
- 1927年4月3日：高濱線開業，當時稱為「江戶町站」。
- 1936年5月1日：路面電車大手町線改經國鐵松山站外圍，並伸延至西堀端站，於本處設分站，同樣取名「江戶町站」，已經是橫越鐵路路軌而行。
- 1953年7月1日：電車站及路面電車的站名，由「江戶町站」改稱「大手町站」。
- 2025年3月18日：伊予鐵內所有郊外鐵道線均可使用ICOCA及全國交通系IC卡[5][6][7]。

## 相鄰車站
伊予鐵道
高濱線
古町（IY08）－大手町（IY09）－松山市（IY10）
大手町線
JR松山站前（05）－大手町站前（04）－西堀端（03）

## 外部連結
- 伊予鐵道大手町站公式網頁（页面存档备份，存于）（日語）

 维基共享资源上的相關多媒體資源：大手町站